# Ophir, la città del passato
Ophir, la città del passato (Die Herrin der Welt 5. Teil - Ophir, die Stadt der Vergangenheit) è un film muto del 1920 diretto da Uwe Jens Krafft.
È il quinto episodio del serial La signora del mondo, prodotto da Joe May.

## Trama
Madsen e Maud esplorano la città perduta di Ophir, ma vengono scoperti: dovranno essere sacrificati per lavare l'offesa di aver profanato il sacro suolo di Ophir. Poco prima della cerimonia, il gran sacerdote scopre che Maud indossa un gioiello sacro ad Astarte. Lo considera un segno divino e onora Maud come fosse lei la dea di cui era stato profetizzato il ritorno sulla terra.
Madsen riesce a mettersi in contatto con Allen Stanley; insieme all'ingegnere, arriva nel tempio dove si trova Maud. Lì, scoprono l'inestimabile tesoro della regina di Saba. Attraverso il telegrafo, i tre chiedono aiuto al mondo esterno. In loro soccorso, viene inviato un piccolo aereo che li porterà in salvo. Durante una spettacolare fuga, Madsen resta però ucciso, mentre Maud e Stanley riescono a salire a bordo: dall'alto, vedono sparire la città, sconvolta da un terribile terremoto che la distrugge.
Episodi del serial:
1. L'amica dell'uomo giallo (Die Herrin der Welt 1. Teil - Die Freundin des gelben Mannes), regia di Joseph Klein e Joe May
2. Die Herrin der Welt 2. Teil - Die Geschichte der Maud Gregaards, regia di Joe May
3. Die Herrin der Welt 3. Teil - Der Rabbi von Kuan-Fu, regia di Joe May
4. Il re Makomba (Die Herrin der Welt 4. Teil - König Macombe), regia di Joseph Klein e Uwe Jens Krafft
5. Ophir, la città del passato (Die Herrin der Welt 5. Teil - Ophir, die Stadt der Vergangenheit), regia di Uwe Jens Krafft
6. La miliardaria (Die Herrin der Welt 6. Teil - Die Frau mit den Millionarden), regia di Uwe Jens Krafft
7. La benefattrice dell'umanità (Die Herrin der Welt, 7. Teil - Die Wohltäterin der Menschheit), regia di Karl Gerhardt
8. La vendetta di Maud (Die Herrin der Welt 8. Teil - Die Rache der Maud Fergusson), regia di Joe May

## Produzione
Il film fu prodotto dalla May-Film. Venne girato a Woltersdorf, in Brandeburgo.

## Distribuzione
Distribuito dall'Universum Film (UFA), il film venne presentato a Berlino al Tauentzien-Palast il 9 gennaio 1920. In Italia venne distribuito dalla società Danisk nel 1921.